# Dilar saldubensis
Dilar saldubensis là một loài côn trùng trong họ Dilaridae thuộc bộ Neuroptera. Loài này được Navás in Laguna miêu tả năm 1902.